# Ruine Dettingen
Die Ruine Dettingen ist die Ruine einer Burg auf Dettingener Gemarkung bei Dettingen, einem heutigen Stadtteil von Horb am Neckar im Landkreis Freudenstadt in Baden-Württemberg, gelegen an der Hornshalde südöstlich von Oberdettingen.
Die Burg wurde vermutlich im 12. Jahrhundert von der Herren von Dettingen, die teilweise den Beinamen Lamp führten, erbaut. 1139 wurde ein Rudolfus de Tetingen genannt. Im 12. Jahrhundert standen die von Horb in Beziehungen zu Hirsau und Klosterreichenbach.
Von der ehemaligen Burganlage sind noch Mauerreste und Gräben erhalten.